# Amgen

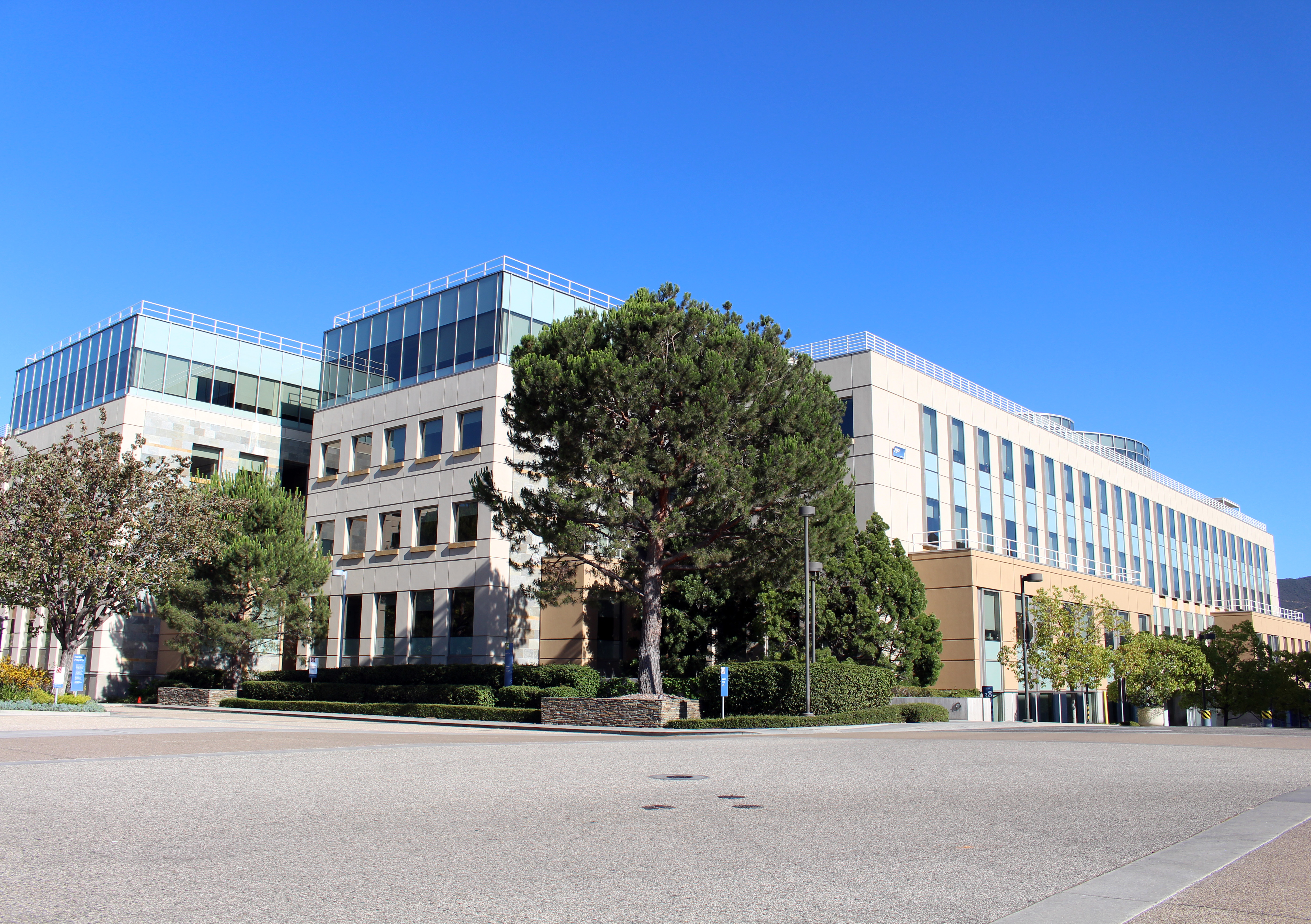
Одна із будівель штаб-квартири Amgen

Amgen (у минулому Applied Molecular Genetics Inc. — прикладна молекулярна генетика) — американська мультинаціональна компанія зі штаб-квартирою у місті Таузанд-Оакс, Каліфорнія. Це одна з найбільших біотехнологічних компаній світу, основна діяльність якої зосереджена на молекулярній біології, біохімії та генетиці. Метою компанії є лікування різноманітних хвороб на основі рекомбінантних ДНК-технологій.

## Історія компанії
AMGen (Applied Molecular Genetics Inc.) була заснована 8 квітня 1980 в місті Таузанд-Оакс, Каліфорнія, венчурним капіталістом Вільямом (Білом) Боузом та партнерами. Тоді уся команда складалася з трьох людей. Працювали вони в приміщенні, яке зараз називається «Будівля 1».
Першим виконавчим директором був Джордж Ратман, якого газета «Red Herring» назвала «Mr. Biotech». Він працював в маленькому трейлері, щоб не заважати науковцям працювати у їх невеликому приміщені. Ратмана вважають генієм високотехнологічного підприємництва, він дуже швидко знаходив фінансування для великих експериментів і досліджень.
Перші три роки науковці намагалися створити організми для видобутку нафти з сланців, прискорити ріст курей, клонувати люциферазу, що забезпечує світіння світлячків. Врешті решт, компанія у 1983 році потрапляє на обкладинку журналу Science за розробку метода отримання барвника індиго в E. coli. Цього ж 1983 року IPO компанії розцінювалося у 40 мільйонів доларів і компанія змінила свою назву на «Amgen».
У 1983 розпочалася робота з пошуку та клонуванню гену еритропоетину в людському геномі. Через 2 роки Фу-Куен Ліну вдалося це зробити. Так з'явився один з найвизначніших препаратів у історії біотехнології EPOGEN® (рекомбінантний еритропоетин альфа). І аж 1 червня 1989 року FDA дозволив вихід цього препарату на ринок.
В 1985 Ларі Соза з командою клонували гранулоцитарний колоніє-стимуюючий фактор. Так з'явився другий надуспішний препарат NEUPOGEN® (філграстим). Він був затверджений FDA 21 лютого 1991 року.
У 1988 році закінчується будівництво нового комплексу на 0,22 га. Новим виконавчим директором стає Гордон Біндер, колишній фінансовий директор.
У 1989 створює філіали в Європі.
У 1991 започатковується Фундація Амджен (Amgen Foundation), яка, перш за все, вкладала кошти в розвиток наукової освіти.
Уже 1992 компанія заробила 1 мільярд доларів на EPOGEN® та NEUPOGEN®.
Всередині 1990-х Стів Елікот удосконалює еритропоетин, а Олаф Кінстлер — філграстим, глікозилюванням і пегілюванням, відповідно. Таким чином з'являються препарати Aranesp® і Neulasta®, діючі речовини яких довше залишаються в організмі людини. Також науковці виявляють та клонують остеопротегерин.
У 1996 з'являється статут про цінності Амджен, без яких компанія б не змогла досягти своєї мети і такого розвитку.
Нове тисячоліття для Амджен почалося зі зміною виконавчого директора. Цю роль на себе взяв Кевін Шарер. Амджен стала 14-ю найбільшою фармацевтичною компанією у світі.
У 2001 році Амджен співпрацює з НАСА. Відбувається дослідження остеопротегерину на астронавтах космічного шатла «Індевор», які страждали він втрати кісткової тканини через мікрогравітацію.
2002 року Амджен викуповує Іммунекс і починає виробляти ENBREL® (етанерцепт), а вже у 2004 році до надбань Амджен приєднується Туларік, завдяки якому компанія отримує початкові розробки 5 потенційних фармацевтиків.
У 2005 році Амджен засновує «Breakaway from Cancer» («Вивільнення від раку»). Ця ініціатива має на меті інформувати хворих раком людей про ресурси і можливості, які їм доступні. На сьогодні було пожертвувано понад 4 мільйони доларів некомерційним партнерам цієї організації.
У 2006 році Амджен разом із Брігхемською та Жіночою лікарнею, Національним інститутом серця, легень і крові розпочали роботу над «Дослідженням здоров'я жіночого геному» (Women's Genome Health Study (WGHS)), метою якого було виявити генетичні зміни, які лежать в основі серйозних захворювань таких, як: діабет, рак молочної залози, остеопороз. 28 тисяч жінок надали свої зразки ДНК для цього проєкту.
У 2011 році Амджен разом з Центром з контролю та профілактики захворювань у США започатковує ініціативу «Профілактика інфекцій у онкологічних хворих» для сприяння зниженню інфекцій шляхом підвищення обізнаності пацієнтів, опікунів та медичних працівників про кроки, які вони можуть вжити, щоб захистити себе під час лікування хімієтерапією.
У 2012 році у компанії новий виконавчий директор — Роберт Бредвей. Цього ж року Амджен придбала deCODE Genetics, Micromet Inc., KAI Pharmaceuticals, Mustafa Nevzat. Разом з AstraZeneca Амджен розпочала проєкт з розробки й комерціалізації 5 моноклональних антитіл. Запускається Amgen Teach в Європі, яке направлено на забезпечення викладачів наукових спеціальностей безкоштовними практично-дослідними заняттями для студентів.
У 2013 році створюється альянс Amgen Astellas BioPharma K.K. в Японії і спільне підприємство Amgen-Betta Pharmaceuticals в Китаї. Амджен  привласнює Onyx Pharmaceuticals.
У 2014 році будується нова більш екологічна фабрика в Сінгапурі, яка використовує менше води та енергії і продукує менше відходів. Також в університеті ShanghaiTech в Китаї відкривається Азійський центр досліджень і розвитку.
2 квітня 2015 року був розроблений комплект доставки Neulasta®, який включав у себе інжектор, що кріпиться до тіла, для полегшення процесу доставки пегфілграстиму в організм.
За всю свою історію Амджен мала 3 логотипи.

## Препарати, що були розроблені Amgen та затвердженіFDA
- 1 червня 1989 — EPOGEN® (епоетин альфа) — для лікування анемії

- 21 лютого 1991 — NEUPOGEN® (філграстим) — для лікування нейтропенії

- 2 листопада 1998 — Enbrel® (етанерцепт) — для лікування артриту

- 17 вересня 2001 — Aranesp® (дарбепоетин альфа) — для лікування анемії

- 31 січня 2002 — Neulasta® (пегфілграстим) — для лікування нейтропенії

- 8 березня 2004 — Sensipar® (синакальцет) — для лікування гіперпаратироїдизму

- 27 вересня 2006 — Vectibix® (панітумумаб) — для лікування колоректального раку

- 22 серпня 2008 — Nplate® (роміплостім) — для лікування хвороби Вергольфа (тромбоцитопенічної пурпури)

- 1 червня 2010 — Prolia® (деносумаб) — для лікування постменопаузного остеопорозу

- 18 листопада 2010 — XGEVA® (деносумаб) — для запобігання хворобам, пов'язаних зі скелетом (паталогічного перелому, стиснення спинного мозку)

- 3 грудня 2014 — BLINCYTO® (блінатумаб) — для лікування гострої лімфобластичної лейкемії

- 15 квітня 2015 — Corlanor® (івабрадин) — для лікування стенокардії

- 27 серпня 2015 — Repatha® (еволокумаб) — для лікування гіперліпідемії

- 27 жовтня 2015 — IMLYGIC™ (талімоген лахерпаремвек) — для місцевого лікування шкірних, підшкірних уражень при рецедиві меланоми після операції

## Можливості
У 2007 році Амджен створила Amgen Scholars — літню дослідницьку програму для студентів, які ще не отримали ступінь бакалавра.
На 2020 рік студенти можуть взяти участь в програмі залежно від місця проживання: в Австралії, Сполучених Штатах Америки, Канаді, Європі. І незалежно від місця проживання в Азії. Для кожного інституту, що приймає студентів, є свій процес подання заяви на участь та свої вимоги. У рамках цієї програми студенти отримують фінансову підтримку, яка також різниться залежно від інституту.
Кожен інститут приймає близько 15 студентів щорічно. З 2007 року близько 4 тисяч студентів скористалися цією програмою.

## Філії компанії
На 2020 рік Амджен має понад 65 відділень по всьому світі. 9 з них знаходяться в Сполучених Штатах Америки. Інші розташовані у Великій Британії, ОАЕ, Туреччині, Швейцарії, Швеції, Іспанії, Південній Африці, Словаччині, Словенії, Сінгапурі, Росії, Саудівській Аравії, Румунії, Португалії, Польщі, Нідерландах, Норвегії, Кореї, Японії, Італії, Ірландії, Індії, Ісландії, Франції, Фінляндії, Данії, Чехії, Болгарії, Китаї, Бразилії, Австралії, Австрії та в інших країнах.

## Нагороди
- 1994 рік — Національна медаль технологій. Була вручена Амджен за «лідерство у розробці інноваційних та важливих економічно ефективних терапевтичних засобів, заснованих на вдосконаленнях клітинної та молекулярної біології, для важкохворих пацієнтів усього світу».

- 2009 рік — звання «Найкращий біотехнологічний продукт» в рамках нагороди Prix Galien отримав Nplate® (роміплостим) — препарат, винайдений компанією Амджен. Prix Galien — це міжнародна нагорода, яку отримують за визначні здобутки в розробці фармацевтиків для лікування людей.

- 2010 рік — препарат Prolia® (деносумаб) отримує нагороду від Scrip — «Найкращі нові ліки», що являється однією з найвищих нагород у світі у галузі фармацевтики.

- 2011 рік — Prix Galien визнає Prolia® (деносумаб) і XGEVA® (деносумаб), як «Найкращі біотехнологічні продукти»[6].